# 스위스 개발협력청
스위스 개발협력청 (Swiss Agency for Development and Cooperation, SDC)은 스위스 정부 산하 외무부가 운영하는 공식개발원조기관이다. SDC는 스위스의 공적개발원조를 담당하며 동유럽국가에서 여러 인적 지원을 하고 있다.
2008년 기준 536명의 직원이 있으며 연간 예산은 14억 3,300만 스위스 프랑이다.

## 기구와 업무
스위스 헌법은 스위스가 각국과의 영속적 관계를 위해 빈곤 퇴치와 경감을 위해 노력할 것을 며이하고 있다. 인권과 민주주의, 평화적 공존 존중을 원칙으로 삼고 있다. 국제개발청은 이러한 임무를 실행하는 역할을 담당한다.
활동 분야는 크게 3 부분으로 나뉜다.
- 양국 및 다국적 관계 속에서 스위스 국제개발청은 자가효능감을 높임으로써 생산성을 높이고 환경의 취약성을 높이고자 한다. 교육 기회와 보건 혜택의 기회를 높이는 것도 포함된다. 예를 들면 생물적 방제기관(LUBILOSA)을 지원하여 살충제를 보급함으로써 메뚜기 개체 번식수를 사헬지대에서 조절하고자 한다.
- 인도주의적 구호활동은 생명을 살리는 데 쓰인다. 내전과 같은 무장 투쟁이나 자연재해로 인한 피해의 경우 적십자사를 보조함으로써 함께 활동한다.
- 동유럽 원조 프로그램은 시장경제로의 전환과 민주주의 체제로의 전환을 지원한다.

아프리카, 아시아, 남아메리카에서 17개 우선국을 선정하여 공적개발원조를 실시하고 있다. 세계은행과 유엔 산하기구, 개발은행들과 함께 활동한다.